# Lajes das Flores (freguesia)
Lajes das Flores é uma freguesia portuguesa do município de Lajes das Flores, na ilha das Flores, Região Autónoma dos Açores, com 18,45 km² de área e 562 habitantes (censo de 2021). A sua densidade populacional é 30,5 hab./km².
A freguesia de Lajes das Flores corresponde ao território da vila do mesmo nome, um dos dois existentes na Ilha das Flores. Situa-se no extremo sudeste da ilha, sendo constituída pelos lugares de Jogo da Bola, Monte, Morros, Outeiro Negro, Pátio Grande, Ribeira Seca e Vila de Baixo. O centro da freguesia é dominado pelo edifício dos Paços do Concelho e pelas instalações da antiga Estação Radionaval das Flores, as quais englobam o Farol das Lajes, um dos maiores e mais potentes faróis dos Açores. No seu território fica situado o Porto Comercial das Flores, a infraestrutura portuária que serve toda a ilha.
Uma parte importante da população da vila emigrou para os Estados Unidos da América e para o Canadá, em especial durante as décadas de 1960 a 1980.
Com lugares desta freguesia foi criada pela Lei nº 915, de 9 de dezembro de 1919 a freguesia de Fazenda.

## Demografia
A população registada nos censos foi:
| Distribuição da População por Grupos Etários | Distribuição da População por Grupos Etários | Distribuição da População por Grupos Etários | Distribuição da População por Grupos Etários | Distribuição da População por Grupos Etários |
| -------------------------------------------- | -------------------------------------------- | -------------------------------------------- | -------------------------------------------- | -------------------------------------------- |
| Ano                                          | 0-14 Anos                                    | 15-24 Anos                                   | 25-64 Anos                                   | > 65 Anos                                    |
| 2001                                         | 87                                           | 83                                           | 290                                          | 80                                           |
| 2011                                         | 94                                           | 67                                           | 353                                          | 113                                          |
| 2021                                         | 57                                           | 62                                           | 313                                          | 130                                          |

## Colectividades
Apesar da sua pequena população, a vila das Lajes das Flores alberga um fervilhante espírito associativista que fez surgir um número de colectividades pouco consentâneo com o número dos seus habitantes. Actualmente funcionam na vila das Lajes as seguintes agremiações:
- Sport Marítimo Lajense;
- Grupo Desportivo de Lajes das Flores;
- Associação Cultural Lajense;
- Bombeiros Voluntários de Lajes das Flores;
- Grupo Folclórico e Etnográfico de Lajes das Flores;
- Grupo de Foliões, que actuam nas alvoradas durante as sete semanas de Pentecostes, com os seus elementos vestidos com as tradicionais opas;
- Filarmónica Nossa Senhora do Rosário, fundada em 1932, mas inactiva desde 1967;
- Casa do Povo das Lajes, dotada de novas e modernas instalações, inauguradas em 1997;
- Santa Casa da Misericórdia das Lajes das Flores, operando um lar de idosos.

## Festas
Os principais festejos realizados na vila são:
- As festas em honra de São Pedro, no dia 29 de Junho;
- A festa de Nossa Senhora do Rosário, no primeiro domingo de Outubro, na Igreja Matriz de Lajes das Flores, com procissão e arraial;
- As festas do Divino Espírito Santo, pelo Pentecostes;
- A Festa do Emigrante, designação dada às festas concelhias desde 1986, realizadas em homenagem aos emigrantes florentinos, celebrada de sexta a segunda-feira (feriado municipal), na terceira semana de Julho, junto aos Paços do Concelho, com arraial na Avenida Peixoto Pimentel.

## Património
Os principais imóveis existentes na vila são:
- Igreja Matriz de Nossa Senhora do Rosário, construída entre 1763 e 1783 no local onde estivera a Ermida do Espírito Santo, para ali transferida no século XVI, de junto ao porto, quando o local foi ocupado pelo Fortim do Espírito Santo.[5] Substituiu a velha Matriz, que deu lugar ao actual cemitério;
- Capela de Nossa Senhora das Angústias, sita no interior do actual cemitério, estava originalmente no adro da Matriz, então ali situada. Data de 1729 e foi fundada por dois fidalgos espanhóis, aparentemente de nome D. Pedro e D. Manuel, que se salvaram do naufrágio do galeão Nuestra Señora de Angústias e San José que naufragou ao largo de Lajes das Flores, com 180 pessoas a bordo, no dia 27 de Fevereiro de 1727;
- Império do Divino Espírito Santo da Vila, reconstruído em 1819 e em 1846;
- Casa do Divino Espírito Santo dos Morros, construída em 1846;
- Casa do Divino Espírito Santo dos Montes, construído em 1868;
- Paços do Concelho;
- Chafarizes da Cruz, dos Morros e dos Montes;
- Porto de Lajes das Flores;

## Património natural
Entre os pontos de interesse natural da freguesia contam-se:
- As lagoas Funda e Comprida, duas das mais belas lagoas dos Açores;
- O miradouro da encosta da Pedrinha;
- A Rocha Alta, a maior falésia da ilha das Flores, com cerca de quinhentos metros de altura;
- A Fajã de Lopo Vaz, com as suas extraordinárias falésias;
- As Pedras dos Frades, gigantescos blocos de basalto sobranceiros à costa;
- O Vale da Boca da Baleia, área de grande equilíbrio paisagístico.

## História
Construída em torno de uma pequena calheta, que facilitava o desembarque, sita no fundo de uma enseada relativamente abrigada dos ventos dominantes do oeste, a vila das Lajes terá sido um dos primeiros pontos de povoamento da ilha das Flores. Se descontarmos a tentativa frustrada de fixação, protagonizada pelo aventureiro flamengo Willem van der Hagen na zona da Ribeira da Cruz, mais a norte, o lugar das Lajes terá sido o primeiro a ter habitação permanente, logo a partir da primeira década do século XVI.
Em 1510, já o lugar das Lajes das Flores constituía uma significativa povoação, beneficiando do seu pequeno porto natural, que oferecia excelentes condições de desembarque. Tal justificou que apenas cinco anos mais tarde, em 1515, fosse elevado à categoria de vila, cabeça de um concelho que abrangia todo o sul e oeste da ilha. A vila das Lajes é assim a mais antiga povoação do Grupo Ocidental dos Açores e a primeira a nele ter adquirido a categoria de vila.
Inicialmente, a povoação de Lajes das Flores estendia-se da Ribeira da Silva, no termo da actual freguesia da Lomba, à Fajã Grande, e englobava os lugares de Lajedo, Fajãzinha, Caldeira, Mosteiro, Fajã Grande e Fazenda. Os lugares da costa oeste, com excepção do Lajedo, foram desanexados para formar a paróquia de Nossa Senhora dos Remédios das Fajãs, independente em 1676 e com sede na Fajãzinha. A Fazenda apenas seria desanexada em 1919.
O historiador padre António Cordeiro dá na sua História Insulana, a seguinte descrição:
Daqui para o Norte, está a nobre, & fecunda Villa das Lajes, & já em nada sujeita à Villa de Santa Cruz: consta de muito mais de trezentos fogos, & de duas grandes Companhias, & dous Capitães de ordenança, & hum Capitão mor da Villa, & seu termo; e consta de hua grande rua, & muytas travessas; & tem diante de si para o mar alguns bayxos perigosos aos que quiseram acometer a Villa, & fica já mais de duas legoas do sobredito lugar de São Pedro. A Matriz desta Villa he da invocação de Nossa Senhora do Rosário, com Vigario, & algumas familias nobres, como em seu lugar diremos. (…) Já houve comtudo ocasição (em 25 de Julho de 1587, há quasi cento & trinta annos) que cinco navios Inglezes enganadamente entrarão na Villa das Lajes, & a saquearão, fugindo os moradores para os matos; mas atèagora lhes não succedeo outra, pela vigia que sempre ao diante tiverão: & nem se sabe de fogo, terramoto, peste ou guerra que houvesse nesta Ilha atègora.
O florentino José António Camões, no seu Roteiro Exacto da Costa da Ilha, escrevendo na primeira década do século XIX, afirma que:
… tem aquella Villa o porto a susueste; tem para fora uma baia com ancoradouro de areia. Continuando do dicto porto para sull nascem em uma rocha varias fontes juntas, a que chamão os Canos d’agoa, e que se diz procederem da caldeira funda, como acima fica notado. Continuando, segue-se a sul uma fajã chamada a Fajã de Loppo Vaz, que dizem ser o primeiro que pôs os pés nesta Ilha. Produzindo esta fajã todo o género de comestíveis, tem uma particularidade notavel, que é ficarem as sementes de um ano para o outro em caseiras d’abobora, bogango, melão, melancia, cabaça, etc. e no anno seguinte, sem nova cultura, produzes como as que tivessem sido cultivadas. Há nesta Fajã um pequeno porto muito ridículo, chamado o porto de Inglez. (…) Começa, como acaba de dizer-se o destricto da Villa das Lajens, na ribeira do Fundão ou dos Ladroens, e continuando para o Sul, em distancia pouco mais ou menos de meia legua havia antigamente uma povoaçãozinha só com 2 fogos chamada a Ribeira da Lapa, que já hoje está deserta. (…) Seo Orago é Nossa Senhora do Rozario, com Vigario que tem de ordenado 7 moios, 4 alqueires de trigo e 8$000 réis. Tem mais, a capela dos Castelhanos edificada em 1741, etc.. Há nesta Villa 75 fogos em que residem 486 almas, a saber 240 homens e 246 mulheres. Tem 35 casas de telha e 17 homens calçados. Tem 2 companhias de ordenança. A 1ª formada na Villa, Monte e Morros, com 1 capitão, 1 alferes, 2 tenentes, que foram de fortes, dois sargentos e 170 soldados, a 2ª formada na Fazenda, Lajedo e Mosteiro, com 1 capitão, 1 alferes, 1 tenente, 3 sargentos e 147 soldados, a saber, 77 na Fazenda, 36 no Lajedo e Costa, e 34 no Mosteiro e Caldeira. Tem um castello no porto da Villa com casa e guarda e 9 peças, e mais 2 fortes, um delles em um cerrado sobre uma rocha, sem casa, e 1 peça.
Apesar de ter nascido em torno de uma ermida da invocação do Divino Espírito Santo, a paróquia das Lajes adoptou, aquando da sua fundação nos primeiros anos do século XVI, Nossa Senhora do Rosário por orago.
A primitiva Matriz das Lajes, localizada no local onde está instalado o actual cemitério, foi queimada durante a incursão inglesa de 25 de Julho de 1587, quando cinco navios ingleses desembarcaram tropas nas Lajes, tomaram e saquearam a vila e seus arrabaldes, fugindo os moradores para os matos. A actual Matriz de Nossa Senhora do Rosário foi construída entre 1763 e 1783, no local onde estivera a Ermida do Espírito Santo. Foi renovada em meados do século XIX, mas recebeu grandes embelezamentos na década de 1880.
O templo foi novamente reparado entre 1907 e 1910, recebendo em 1908 os actuais retábulos laterais, executados pelos marceneiros florentinos António de Maurício de Fraga e Francisco José Pimentel e dourados, já na década de 1960, pelo artista micaelense António Jacinto Carreiro. Novas intervenções foram realizadas em 1953 e 1954, 1964, 1968 e 1991.
Do património da Matriz, merece destaque o lampadário do Santíssimo, um antigo ostensório e um cálice de prata oferecido pelo Papa Pio X, em penhor de gratidão pelo bom acolhimento que os povos desta freguesia fizeram aos náufragos do RMS Slavonia, arrojado à costa desta ilha, em 10 de Junho de 1909.
Possui também um interessante quadro do Baptismo de Jesus, pintado no primeiro quartel do século XX por Filomena Albertina Mourão de Freitas, uma artista oriunda das Lajes, a quem se deve também o desenho da imagem de Nossa Senhora do Rosário para o azulejo do frontispício da Matriz.
Na vila existiram em tempos dois fortes, um denominado Forte de Santo António, que defendeu a ilha dos ataques de dois navios corsários americanos no ano de 1770; outro denominado Forte do Espírito Santo. Ambos os fortes já se encontravam demolidos em 1868, mas o topónimo de Santo António persiste para designar a zona sobranceira ao mar frente à Matriz, lugar onde terá existido o Forte e a Ermida do mesmo nome.

### A extinção do concelho das Lajes
Dada a pequenez da ilha e as fortes rivalidades que nasceram entre os respectivos concelhos, desde meados do século XIX, época a partir da qual a vila de Santa Cruz das Flores passou a ser a povoação claramente dominante e a cabeça da comarca das ilhas do Grupo Ocidental, que se discute a criação de um único concelho para aquelas ilhas, obviamente com sede en Santa cruz. O Governador Civil do Distrito da Horta, António José Vieira Santa Rita, num Relatório redigido em 1869, opinava que a ilha das Flores não comporta a existência de dous municípios, afirmando ainda que no caso da ilha do Corvo, uma administração parochial é quanto basta àquelles povos. O governador civil prossegue, afirmando que na actualidade, em vez de lhe ser benéfico, [o concelho] é um pesado encargo de que a população ardentemente deseja ver-se libertada. Na sua opinião, os concelhos que já actualmente se acham annexados para serem regidos pelo administrador do Concelho de Santa Cruz, e bem assim para o serviço da Fazenda e Judicial, deveriam ser fundidos, livrando-se o povo do ónus da sua manutenção. Isso viria dar razão à fracassada tentativa reforma da Lei da Administração Civil de 26 de Junho de 1867, protagonizada dois anos antes por Martens Ferrão, já que na divisão territorial decretada em virtude da Lei de 26 de Junho de 1867, as duas ilhas das Flores e Corvo ficavam constituindo um só concelho, e é muito natural que esta seja a sua sorte futura.
Na sua análise, José António Vieira Santa Rita nota que a extinção do concelho de Lajes das Flores apenas encontra uma forte repugnância nos habitantes da Villa, sua sede, sendo desejada, ou consentida, pelas restantes populações.
A fusão dos concelhos, com a consequente supressão do concelho das Lajes das Flores, foi imposta por força Decreto de 18 de Novembro de 1895, publicado no Diário do Governo do dia seguinte, que suprimiu, entre outros, os concelhos de Lajes das Flores e do Corvo. Esta decisão foi influenciada pelo pedido que a Câmara Municipal de Santa Cruz, na época governada pelo Partido Regenerador, dirigiu ao Governo, então do mesmo partido. Contudo, pouco depois, o poder mudou de mãos em Lisboa, e a 13 de Janeiro de 1898, foram restaurados os concelhos anteriormente suprimidos.
Por essa razão, em sessão realizada a 17 de Março desse mesmo ano de 1898, a Câmara Municipal de Lajes exarou um voto de louvor ao então Ministro do Reino, José Luciano de Castro, agradecendo a restauração do seu município, cuja autonomia era reclamada pelos povos em geral de todo o Concelho. Data dessa sessão a deliberação de que o largo d’esta Villa chamado Largo do Município passasse a ser chamado Largo do Ex.mo Conselheiro José Luciano de Castro.
Foi este o único hiato em quase quinhentos anos de vida municipal.

### Da vinda dos franceses ao presente
A evolução da pacata vila das Lajes das Flores, como a aliás a de toda a ilha das Flores, foi profundamente abalada na década de 1960 devido à instalação no seu território de um conjunto de infraesturas militares. Foi o caso da instalação da Estação Radionaval das Flores e depois da Base Francesa das Flores, que apesar de sita no vizinho concelho de Santa Cruz, gerou empregos e trouxe para a ilha investimentos em estradas, electricidade, água e estruturas de saúde, antes nunca sonhadas.
A primeira a chegar foi a Estação Radionaval das Flores, instalada em torno do Farol das Lajes, no coração da vila. Os terrenos foram expropriados por volta de 1945, sendo as instalações inauguradas em Agosto de 1951.
Associado a esse investimento, foi em 1965 inaugurada a Estação LORAN das Flores, a funcionar na vizinha freguesia da Fazenda. Da mesma época data a construção dos modernos Paços do Concelho, hoje ainda incongruentes na sua dimensão e estilo face à dimensão da vila. No auge da sua actividade a Estação Radionaval das Flores era assim descrita:
… na ponta das Lajes, na costa sul da Ilha, tem um farol, com alcance de vinte e nove milhas e visibilidade de 234º a 83º, por oeste e norte, respectivamente. Nesse farol, encontra-se instalada a Estação Rádio Naval das Lajes, que é, conjuntamente, o posto 035 da rede dos Serviços Meteorológicos da Marinha. Destina-se essa estação à assistência, em telefonia, aos navios bacalhoeiros, durante a sua campanha, transmitindo-lhes as previsões do tempo que lhe são fornecidas pela Estação Radiometereológica da Marinha no Atlântico, de que está dependente. Funcionando como radiofarol para a navegação marítima, durante os nevoeiros, e para a navegação aérea, sempre que esta entra dentro do seu alcance, presta-lhes assistência radiotelegráfica durante todos os voos e envia-lhe indicações do tempo local sempre que lhe são solicitados.
A presença de uma numerosa guarnição de militares da Armada Portuguesa, residindo no coração das Lajes, alterou profundamente a estrutura social da vila. Aliás, hoje as instalações da Radio Naval constituem o elemento arquitectónico dominante da povoação, parecendo que a vila nasceu em seu redor. A Estação Radionaval das Flores foi extinta pelo Decreto Regulamentar n.º 39/94, de 1 de Setembro.
Outro factor importante para o desenvolvimento da vila foi a construção na década de 1990 do porto comercial da ilha das Flores. Localizado na baía das lajes, aquela infraestrutura foi inaugurada no dia 12 de Junho de 1994, durante o mandato de Albino Cristiano Gomes como presidente da Câmara Municipal. Tal implicou alterações profundas na rede viária e uma ainda maior abertura ao exterior.
Utilizando parte das antigas instalações da Radionaval, hoje dedicadas ao turismo, iniciou o seu funcionamento no passado ano uma Escola Básica Integrada (por ora até ao 6.º ano de escolaridade), concentrando ali toda actividade escolar do concelho. Tal permitirá fixar população e aumentar a centralidade da vila.